# Мавюба, Рио
Рио́ Антонио́ Зоба́ Мавюба́ (фр. Rio Antonio Zoba Mavuba; род. 8 марта 1984, море, недалеко от Анголы) — французский футболист, полузащитник и футбольный тренер. Выступал за сборную Франции.
Сын заирского футболиста Мафуилы Мавюбы, участника чемпионата мира 1974 года. Рио родился во время гражданской войны в Анголе на борту судна в открытом море и, по его словам, не имел гражданства с рождения. В 2004 году получил гражданство Франции.

## Карьера

### Клубная
После перехода в основную команду Мавюба дебютировал в матче против лионского «Олимпика» в январе 2004 года. 3 июля 2007 он подписал пятилетний контракт с «Вильярреалом», но в январе 2008 года был продан в «Лилль» за 7 миллионов евро. В мае 2015 года подписал с клубом новый четырёхлетний контракт.
Летом 2017 года стал игроком пражской «Спарты», подписав трёхлетний контракт. В августе 2018 года покинул команду в статусе свободного агента. Спустя некоторое время Мавюба объявил о завершении карьеры футболиста.

### В сборной
Играл за молодёжную сборную Франции.
В составе национальной сборной Франции дебютировал в матче против Боснии и Герцеговины, который закончился со счётом 1:1.

## Достижения
- Чемпион Франции: 2010/11
- Обладатель Кубка Франции: 2010/11

## Личная жизнь
Родители Рио погибли 30 ноября 1996 года, оставив 12-летнего сына сиротой.